# По Бандино (Перуђа)
По Бандино је насеље у Италији у округу Перуђа, региону Умбрија.
Према процени из 2011. у насељу је живело 994 становника. Насеље се налази на надморској висини од 251 м.